# 상서초등학교 (전북)
상서초등학교는 대한민국 전북특별자치도 부안군에 있는 공립 초등학교이다.

## 학교 연혁
- 1922.03.22 부서공립보통학교 설립인가
- 1934.04.01 6년제로 개편
- 1938.04.01 상서공립심상소학교로 개칭
- 1941.04.01 상서공립국민학교로 개칭
- 1988.03.01 청림국민학교가 분교장으로 편입
- 1993.03.01 청림분교장 본교로 통합
- 1996.03.01 상서초등학교로 개명
- 1996.12.27 다목적교실(강당) 건립
- 1998. 03. 01. 전라북도교육청 지정 지역사회교육 시범학교 지정
- 1999. 07. 09. 지역사회교육 시범학교 운영보고회 개최(2년차)
- 2014. 02. 14. 제 90회 졸업(총6,447명 졸업)
- 2014. 03. 18. "농어촌 희망 찾기" 어울림학교 지정
- 2014. 09. 01. 제33대 이영란 교장 부임

## 참고 자료
- 상서초등학교 - 한국교육학술정보원 학교알리미